# Ibrahima Sar
Pour les articles homonymes, voir Sar.
Ibrahima Sar (1915-1976) est un syndicaliste et un homme politique sénégalais, ancien secrétaire général de la Fédération des cheminots d'AOF, et cheville ouvrière du Bloc démocratique sénégalais (BDS). Il fut plusieurs fois ministre avant et après l'indépendance et l'un de ceux qui partagèrent le sort de Mamadou Dia lors de la grave crise politique de décembre 1962 qui opposa celui-ci au président Senghor.

## Biographie
Né le 24 septembre 1915 à Saint-Louis, il fréquente dans sa ville natale l'École primaire supérieure Blanchot dont il est exclu pour indiscipline. Il devient cheminot en 1935. Fils de l'instituteur Babacar Sar, il appartient à l'une des plus anciennes familles d'intellectuels du Sénégal et a pour frères Amadou Babacar Sar qui fut ministre du Travail et Menoumbé Sar qui fut président de la Cour des Comptes du Sénégal. 
Leader syndicaliste, il dirige du 10 octobre 1947 au 19 mars 1948 la grande grève des cheminots du Dakar-Niger. 
Auréolé de son succès, il fait partie, en 1948, des fondateurs du Bloc démocratique sénégalais (BDS) aux côtés de Senghor et contribue largement à la diffusion du parti à Thiès et dans les régions traversées par le rail.
Alors que Pierre Lami et Mamadou Dia sont respectivement président et vice-président du Conseil de Gouvernement, Ibrahima Sar est nommé ministre de la Fonction publique dans le gouvernement formé le 27 décembre 1958. Il conserve ce poste lors du remaniement du 26 janvier 1959. Après l'indépendance, sa fonction s'élargit avec le titre de ministre de la Fonction publique et du Travail, dans le gouvernement formé le 7 septembre 1960, puis remanié le 13 mai 1961. Puis il est nommé ministre du Développement le 12 novembre 1962. 
À la fin de l'année 1962 le conflit ouvert entre le président de la République Léopold Sédar Senghor et le président du Conseil de Gouvernement Mamadou Dia aboutit le 18 décembre 1962 à l'arrestation de Dia et de quatre de ses compagnons, Valdiodio Ndiaye, Ibrahima Sar, Joseph Mbaye et Alioune Tall. Comme Ndiaye et Mbaye, Ibrahima Sar, après avoir été reconnu innocent des charges de tentatives de coup d'État, mais pour avoir clamé leur solidarité avec Dia, est condamné le 9 mai 1963 à vingt années de réclusion criminelle et transféré au centre pénitentiaire spécial de Kédougou.
Il refusera de solliciter une grâce présidentielle de Senghor, déclarant qu'il n'y avait pas de tentative de coup d'État donc pas de raison de solliciter cette grâce que Senghor a proposée dès 1968, néanmoins une grâce est accorde au groupe le 27 mars 1974. On dit que son intransigeance est la raison du maintien du groupe en prison jusqu'en mars 1974.
Atteint d'une maladie des voies urinaires aggravée par ses conditions de détention, il meurt à l'Hôpital principal de Dakar le 8 mars 1976. Le groupe est amnistié en avril 1976.

## Hommages
Une rue du quartier Sud de Saint-Louis  – l'ancienne rue Carnot, ou rue de l'Hôpital – porte son nom.
L'ex Cité des cadres du Dakar Niger, ex Cité Ballabey porte aujourd'hui son nom

### Filmographie
- « La crise éclair qu’a vécue Dakar » (en ligne, un document audiovisuel de l’INA de 1 min 23 s, retraçant la tentative de coup d’État de Mamadou Dia, diffusé à l’origine par les Actualités françaises le 26 décembre 1962)
- « Le Sénégal après la crise » (en ligne, un document audiovisuel de l’INA de 7 min 20 s, proposant un bilan après le coup d’État avorté de Mamadou Dia, diffusé à l’origine au cours du Journal télévisé de l’ORTF le 27 décembre 1962)
- Valdiodio N'Diaye : l'indépendance du Sénégal, un film de Eric Cloué et Amina N'Diaye Leclerc, Médiathèque des Trois Mondes, 2000
- Président Dia, un film de William Mbaye, Les films Mama Yandé et Ina, 2013 - [vidéo] « Visionner la vidéo », sur YouTube